# Tăcuta, Vaslui
Tăcuta este satul de reședință al comunei cu același nume din județul Vaslui, Moldova, România.

## Personalități
- Petrișor Stan (1957 - 2024), actor.

 Acest articol despre o localitate din județul Vaslui este deocamdată un ciot. Puteți ajuta Wikipedia prin completarea lui.